# مارس بلاف (کارولینای جنوبی)
مارس بلاف (به انگلیسی: Mars Bluff) یک منطقهٔ مسکونی در ایالات متحده آمریکا است که در شهرستان فلورانس، کارولینای جنوبی واقع شده‌است. مارس بلاف ۳۰ متر بالاتر از سطح دریا واقع شده‌است.